# Пфлюг, Моника
Моника Пфлюг (нем. Monika Pflug; род. 1 марта 1954 года, Мюнхен, ФРГ) — немецкая конькобежка, участница пяти Олимпийских игр, чемпионка Олимпийских игр 1972 года, чемпионка мира и 3-кратная призёр чемпионата мира, 16-кратная чемпионка Германии.. Выступала за клуб "DEC Frillensee" (Инцелль).

## Биография
Моника Пфлюг в возрасте 12 лет впервые встала на коньки, просто для развлечения, без каких-либо соревнований. Два года спустя она увидела по телевизору, как Эрхард Келлер завоевал золото в беге на 1000 метров на Олимпийских играх в Гренобле. Вдохновлённая этим, она участвовала в школьных чемпионатах, где ей не было равных. Тренеры и учителя были поражены и посоветовали ей присоединиться к тренировочной группе. В 16 лет она переехала в Центр выступлений конькобежцев в Инцелле. Попутно она училась на переплётчицу.
В 1969 и 1970 годах она выигрывала чемпионат Германии среди юниоров в многоборье, и в том же 1970 году стала 2-й на чемпионате Германии в спринте. В 1971 году, после победы на чемпионате страны в многоборье Моника дебютировала на чемпионате Европы, где стала 14-й в многоборье и на чемпионате мира в классическом многоборье заняла 16-е место. На чемпионате мира в спринтерском многоборье была дисквалифицирована. В январе 1972 года вновь была первой в Национальном многоборье и заняла 15-е место на чемпионате Европы.
В феврале 1972 года 17-летняя Пфлюг победила на чемпионате мира в спринтерском многоборье и на зимних Олимпийских играх в Саппоро на дистанции 1000 м. Также заняла 5-е место в беге на 500 м и 10-е на 1500 м. Это был наиболее успешный её сезон. Она стала единственной западногерманской конькобежкой, завоевавшей золотую медаль на Олимпийских играх, вплоть до 1990 года. В дальнейшем Пфлюг ещё 15 лет была активна в спорте, однако не достигала таких высоких результатов на международном уровне. 
В 1973, 1974 годах она завоевала бронзовые медали на чемпионате мира в спринтерском многоборье. На чемпионате Европы 1973 года Моника была 4-й в многоборье, в  1974 году заняла 7-е место. На чемпионате мира в классическом многоборье в 1973 году заняла 6-е место,  в 1974 - 7-е, в  в 1975 - 16-е место. В 1976 году на зимних Олимпийских играх в Инсбруке Моника заняла 5-е место в беге на 1000 метров из-за проблем в спине. Она решила завершить карьеру и в течение года была недееспособна из-за тяжелого состояния спины. 
Однако после родов в 1978 году состояние улучшилось и снова начала тренироваться. Хотя год спустя у нееё родился ещё сын, Моника участвовала в 1980 году на зимних Олимпийских играх в Лейк-Плэсиде, где заняла 25-е место в беге на 500 м и 21-е на 1000 м. На чемпионате мира в спринте в 1981 году заняла 5-е место, а уже через год в 1982 году в третий раз стала бронзовым призёром. В 1983 году заняла 8-е место, в 1984 и 1985 -5-е, в 1986 -8-е и в 1987 - 6-е место. 
В 1984 году на своих 4-х зимних Олимпийских играх в Сараево финишировала 7-й в беге на 500 м и 8-й на 1000 м. В 1988 году на зимних Олимпийских играх в Калгари после забега на 500 м, где заняла 7-е место, она отказалась от забега на 1000 м, из-за проблем с мышцами левой ноги, которые были скованы и боль была невыносимой. В 1988 году она завершила карьеру.

## Личная жизнь
Моника вышла замуж за Франца Хольцнера в 1974 году и их первая дочь родилась в апреле 1978 года, а в 1979 году родился сын. После развода в сентябре 1984 года повторно вышла замуж за конькобежца Фрица Гавенуса и купили квартиру в Инцелле. С 1988 по 1991 год Моника Гавенус жила в Сааре, недалеко от Саарбрюккена, где 33-летняя женщина поселилась со своим вторым мужем Фрицем и их детьми. Через три года после завершения карьеры она снова уехала в Баварию и родила ещё двоих детей. Долгое время жила обычной семейной жизнью. В 2011 году во время отпуска в Голландии она встретила своего старого федерального тренера Эба Крука, после чего вновь встала на коньки и стала тренировать юных спортсменов в "ERSC Ottobrunn" Оттобрунн. В 1974 году молодёжный журнал Bravo удостоил Монику премии Bravo Otto.